# M33 X-7
M33 X-7是三角座星系中的一顆恆星與黑洞組成的聯星系統，即該系統由一顆恆星質量黑洞和一顆恆星的伴星組成。估計在M33 X-7中的黑洞質量是太陽的15.65倍（M☉）（天鹅座X-1以前是已知最大的恆星黑洞，然而現在已經被電磁觀測到的黑洞所取代，不只是因為估計質量增加了，還有許多LVK探測到的黑洞聯星成員）。據估計，該系統的總質量約為85.7 M☉，這將使其成為質量最大的恆星黑洞聯星系統。黑洞正在吞噬它的夥伴：一顆70太陽質量的藍巨星。

## 位置
M33 X-7位於距離銀河系約300萬光年的三角座星系內。這使M33 X-7成為已知最遠的恆星質量黑洞之一。

## 系统
M33 X-7圍繞一顆伴星運行，該伴星每3.45天就會使黑洞黯然失色。這顆伴星的質量異常的大，為70 M☉。這使它成為包含黑洞的聯星系統中質量最大的伴星。

## 观测资料
美國國家航空航太暨太空總署的錢德拉X射線天文台和夏威夷毛納基亞的雙子望遠鏡組成聯合研究這個黑洞的團隊。
M33 X-7聯星系統的性質很難用傳統的大質量恆星演化模型來解釋。黑洞的母恆星的質量必須大於現有伴星，才能比伴星更早形成黑洞。這樣一顆大質量的恆星半徑會比現時恆星之間的距離大，所以這些恆星一定是在共享共同的外層大氣的同時被拉近了距離。這一過程通常會導致系統損失大量質量，以至於母恆星本不應該形成15.7 M☉的黑洞。

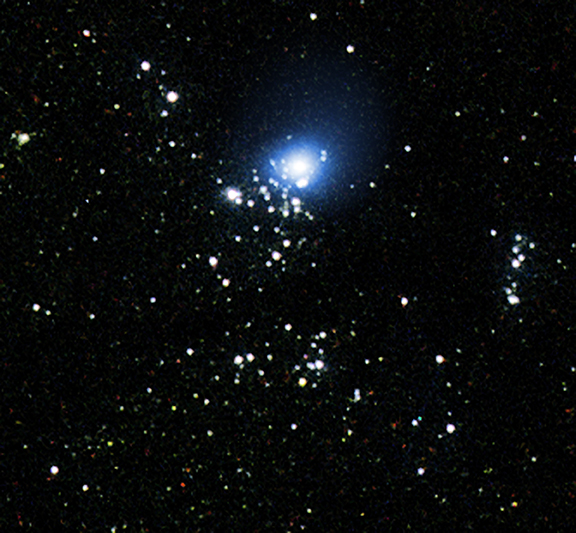
M33 X-7合成影像
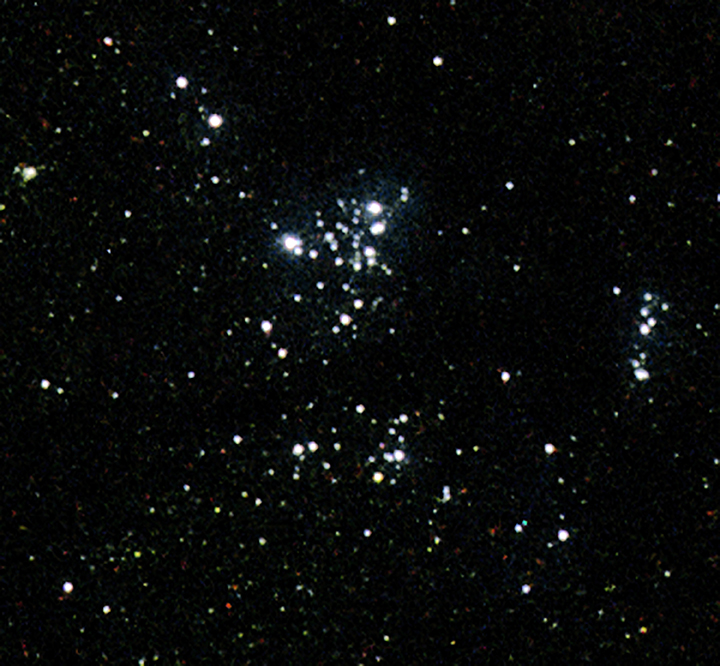
M33 X-7 的光學影像
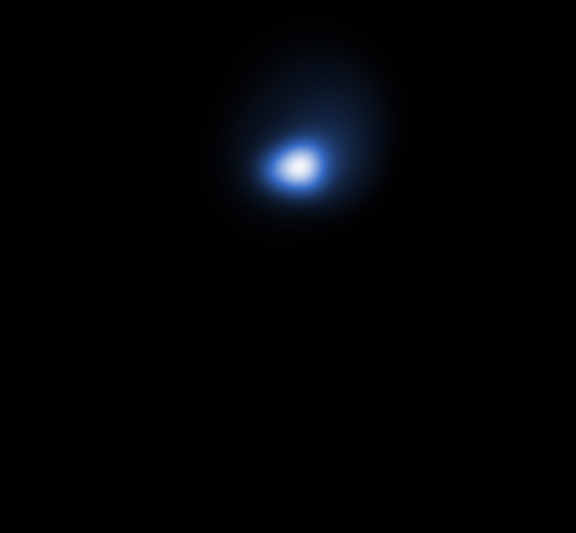
M33 X-7的X-射線影像
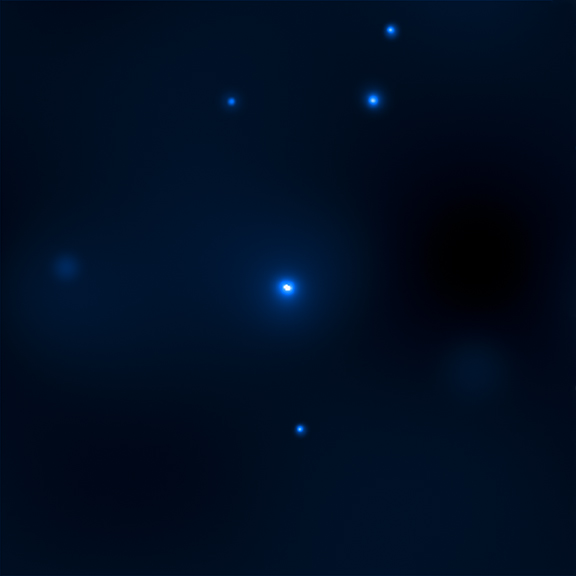
M33 X-7

在形成黑洞的新模型中，將形成黑洞的恆星質量幾乎是太陽的100倍，質量約為30 M☉的第二顆恆星圍繞著它運行。
在這樣的軌道上，未來的黑洞能够在將氫融合為氦的同時開始轉移質量。結果，它失去了大部分的氫，成為沃夫–瑞葉星，並以恆星風的形式脫落了其餘的外殼，暴露了它的核心。在這個過程中，它的伴星質量越來越大，成為兩顆恆星中質量更大的一顆。
最後，恆星坍塌形成黑洞，並開始吸收其伴星的物質，導致X射線的發射。

## 未来
由於質量的原因，預期伴星也會坍縮成黑洞，形成聯星黑洞系統。